# Lupao
Lupao is een gemeente in de Filipijnse provincie Nueva Ecija op het eiland Luzon. Bij de laatste census in 2007 had de gemeente bijna 37 duizend inwoners.

## Geografie

### Bestuurlijke indeling
Lupao is onderverdeeld in de volgende 24 barangays:
| - Agupalo Este - Agupalo Weste - Alalay Chica - Alalay Grande - J. U. Tienzo - Bagong Flores - Balbalungao - Burgos - Cordero - Mapangpang - Namulandayan - Parista | - Poblacion East - Poblacion North - Poblacion South - Poblacion West - Salvacion I - Salvacion II - San Antonio Este - San Antonio Weste - San Isidro - San Pedro - San Roque - Santo Domingo |

## Demografie
Lupao had bij de census van 2007 een inwoneraantal van 36.832 mensen. Dit zijn 2.642 mensen (7,7%) meer dan bij de vorige census van 2000. De gemiddelde jaarlijkse groei komt daarmee uit op 1,03%, hetgeen lager is dan het landelijk jaarlijks gemiddelde over deze periode (2,04%). Vergeleken met de census van 1995 is het aantal mensen met 6.836 (22,8%) toegenomen.

De bevolkingsdichtheid van Lupao was ten tijde van de laatste census, met 36.832 inwoners op 121,33 km², 247,2 mensen per km².